# RMS Andania (1921)
O RMS Andania foi um transatlântico britânico lançado em 1921. Ele foi o primeiro de uma série de seis navios de 14.000 toneladas construídos para a Cunard Line no início da década de 1920.  Os outros navios foram Antonia, Austonia, Aurania, Ascania e Alaunia.

## Construção
O navio foi construído em Hebburn, na Inglaterra, pelo estaleiro Hawthorn Leslie and Company. O navio tinha 538 pés de comprimento e pesava pouco menos de 14 mil toneladas. Ele poderia transportar mais de 1.700 passageiros e exigiu uma tripulação de 270 pessoas. Foi usado na rota de Hamburgo para Nova Iorque, e depois entre Liverpool e Montreal.

## Durante a Segunda Guerra Mundial
No início da Segunda Guerra Mundial, Andania foi requisitado como um cruzeiro mercante armado, sendo equipado com seis armas antigas de 6 polegadas (152 mm), duas armas antiaéreas de 3 polegadas (76 mm) e várias metralhadoras. Em 25 de novembro de 1939, assumiu seus deveres navais como HMS Andania.

## Naufrágio
Às 23h30m, em 15 de junho de 1940, o HMS Andania foi atingido por um torpedo disparado pelo submarino alemão U-A, cerca de 70 milhas (110 km) ao sul de Reykjavík, na Islândia. Mais três torpedos foram disparados pelo U-A, sem sucesso. Andania ficou à tona por várias horas, mas estava muito danificado para ser recuperado. Ele afundou no início do dia 16 de junho. Enquanto outros navios da Patrulha do Norte estavam nas proximidades, o HMS Derbyshire estava dentro do alcance visual, mas recebeu ordens rígidas para não arriscar o resgate devido à suspeita de submarino nas proximidades. No entanto, toda a tripulação do Andania foi resgata pela embarcação de pesca islandesa Skallagrimur.